# Івановська сільська рада (Оренбурзький район)
Іва́новська сільська рада (рос. Ивановский сельский совет) — сільське поселення у складі Оренбурзького району Оренбурзької області Росії.
Адміністративний центр та єдиний населений пункт — село Івановка.

## Населення
Населення — 7868 осіб (2019; 2216 в 2010, 1920 у 2002).